# أحادي أكسيد الكربون
أحادي أكسيد الكربون أو أول أكسيد الكربون هو غاز عديم اللون، وعديم النكهة (الطعم)، وعديم الرائحة. ينتج من عمليّة الأكسدة الجزئيّة (الاحتراق غير التام للكربون) والمركبات العضوية مثل الفحم، وهذا يحدث عند ندرة الأكسيجين، أو عند احتراق ذي حرارة مرتفعة جدًّا. يعتبر من الغازات شديدة السمية وهو من صور الكربون وأيضا بعض الزيوت والشحوم من الآلات والمركبات. وهو من الجزيئات ثنائية الذرة غير المتجانسة وذلك لأنه يحتوي علي عنصرين مختلفين هما الكربون والأوكسجين. هذا الغاز يمكن أن يحترق أيضًا، فتُستكمل عمليّة احتراقه التي كانت أصلًا -كما ذكرنا- غير تامّة، ويُصدر نارًا زرقاء.
يمكن إنتاجه في المختبرات أيضًا عن طريق تفكيك حمض النمل HCOOH أي الحمض الفورمي، وينتج أيضًا الماء. لهذا الغاز أهميّة صناعيّة، فليس بالضرورة دائما غازًا خبيثًا.
يجدر الانتباه إلى أنّ أمزجة أوّل أوكسيد الكربون مع الهواء (CO + هواء) هي عبارة عن غاز قابل للانفجار بشدّة.
ترجع سمّيته لكونه يتحد مع هيموجلوبين الدم في الرئتين عند استنشاقه مكونًا كاربوكسي هيموجلوبين، مانعًا بذلك نقل الأوكسجين إلى الأنسجة والخلايا (يربط مع الهيموغلوبين برابط ثابت) وذلك كون إمكانيّة التصاق جزيء الـ CO بالهيموغلوبين (Hb) هي أكثر بحوالي 300 ضعف من إمكانيّة التصاق جزيء الأوكسيجين بالهيموغلوبين (إمكانيّة الالتصاق هذه تسمّى بالإنكليزيّة Affinity).
وعند التعرض له تظهر على الجسم بعض الأعراض كتغير لون الجلد والأغشية المخاطية إلى الأحمر والعديد من الأعراض الأخرى. يمكن علاج التسمم بأول أكسيد الكربون عن طريق التعريض الكافي للأوكسيجين الصافي لفترة طويلة، والأهمّ من ذلك الكفّ من التعرض لمصدر الغاز السامّ CO، أو نقل كريات دم حمراء إن اضطرّ الأمر.
وللحفاظ على السلامة يجب التخلص من هذا الغاز عن طريق تهوئة أماكن تواجده، كما هنالك الكثير من المعالجات الكيميائية التي تفي بالغرض.

## التسمم بغاز أول أكسيد الكربون
أولاً ينبغي التعرف على أعراض التسمم بغاز أحادي أكسيد الكربون حتى يمكن تقديم الإسعافات الأولية للمصاب. يتحد الدم مع غاز أول أكسيد الكربون بشكل قوى جداً يفوق بنسبة مائتي (200) مرة عن اتحاده بالأكسجين، وهذا يعنى أن الشخص الذي يتعرض للتسمم يتشبع جسده بكم كبير من أول أكسيد الكربون والكم الأقل يكون للأكسجين اللازم لوظائف الأعضاء الحيوية من المخ والقلب.
والعلاج الوحيد للتسمم هو إحلال الأكسجين في دم المصاب مكان غاز أول أكسيد الكربون، ولابد وأن يتنفس تركيزات عالية من الأكسجين لفترة طويلة من الزمن لمعادلة تأثير التسمم وذلك بوضعه في حجرة بها ضغط عالٍ من الأكسجين بنسبة 100%.
ولتجنب التسمم بمثل هذا الغاز، لابد وأن تكون المنازل مزودة بأجهزة كاشفة لانبعاث غاز أول أكسيد الكربون.